# Лозуватка (Новопразька селищна громада)
Лозува́тка — село в Україні, у Новопразькій селищній громаді Олександрійського району Кіровоградської області. Населення становить 324 осіб. Орган місцевого самоврядування — Новопразька селищна рада.

## Географія
Селом протікає річка Лозовата, ліва притока Бешки. На відстані 1 км від села знаходилась шахта "Світлопільська".

## Населення
Згідно з переписом УРСР 1989 року чисельність наявного населення села становила 431 особа, з яких 199 чоловіків та 232 жінки.
За переписом населення України 2001 року в селі мешкали 323 особи.

### Мова
Розподіл населення за рідною мовою за даними перепису 2001 року:
| Мова       | Відсоток |
| ---------- | -------- |
| українська | 97,84 %  |
| російська  | 2,16 %   |